# Флоріян Земялковський
Флоріян Земялковский (іноді Зємялковський, нім. Florian Freiherr Ziemialkowski; пол. Florian Ziemiałkowski; 28 грудня 1817, с. Мала Березовиця, нині  Тернопільського району, Україна — 27 березня 1900, м. Відень) — австрійський державний діяч польського походження, барон. Доктор права.

## Життєпис
Народився у Галичині 28 грудня 1817 року в с. Мала Березовиця (Королівство Галичини та Володимирії, Австрійська імперія, нині  Тернопільського району Тернопільської області.
Навчався в Тернопільській гімназії єзуїтів (1825—1833), у 1838 році закінчив Львівський університет, отримав ступінь доктора права.
У 1841 році Земялковського за державну зраду було засуджено до смерті, але згодом він був помилуваний. Через деякий час після звільнення почав працювати адвокатом.
1848 року був членом Центральної національної ради.
1863 року за участь у січневому (польському) повстанні засуджений до трирічного ув'язнення в фортеці, але знову помилуваний; в 1867 був обраний до Райхсрату Австро-Угорщини. У 1867—1868 роках був головою польської фракції («Польського Кола») Райхсрату у Відні.
З 1871 року — президент Львова, з 1875-го — президент Кракова. З квітня 1873 до жовтня 1888 року був міністром без портфеля в уряді Австро-Угорщини — як Міністр у справах Галичини і Володимирії.
Відомий своїми антиукраїнськими настроями, а самих українців (русинів) вважав тільки частиною польського народу. Відображав інтереси польської східногалицької шляхти та заможнішої частини міської інтелігенції. Відмовився від гасла широкої автономії Галичини, обмежував свої вимоги спольщенням системи шкільництва, судочинства й адміністрації. Також був прихильником порозуміння поляків з урядом Австро-Угорщини та припинення масованих польських патріотичних акцій.
Помер 27 березня 1900 в місті Відень.

## Нагороди
- Великий хрест ордена Леопольда (1888)[5].

## Вшанування
Польський краєзнавець Леопольд Вайгель присвятив йому свою працю про Коломию «Rys miasta Kołomyi».